# Hexatoma (Eriocera) plaumanni
Hexatoma (Eriocera) plaumanni is een tweevleugelige uit de familie steltmuggen (Limoniidae). De soort komt voor in het Neotropisch gebied.